# Wojciech Olszewski (nauczyciel)
Wojciech Olszewski ps. Albert (ur. 1908 w Pierławkach dawniej Kreis Neidenburg, zm. 9 września 1939) – polski nauczyciel, badacz folkloru.

## Życiorys
Urodził się w rodzinie chłopskiej wyznania ewangelickiego. Ukończył Państwowe Seminarium Nauczycielskie w Działdowie i pracował jako nauczyciel szkół powszechnych w Gralewie, Uzdowie i Narzymiu. 
W seminarium rozwinął zainteresowania rodzimym folklorem. Opracował monografię swojej rodzinnej wsi Pierławki na ziemi lubawskiej (rękopis w Ośrodku Badań Naukowych w Olsztynie, zbiory specjalne, sygn. R-116).
Po odbyciu służby wojskowej podjął pracę w Publicznej Szkoły Powszechnej stopnia III im. Marszałka Józefa Piłsudskiego. Był tamże członkiem Stowarzyszenia Ochotniczej Straży Pożarnej, w której pełnił funkcję druha sekretarza i referenta ds. prasy, a także dwukrotnie był wysuwany na funkcję naczelnika OSP.
Zawarł związek małżeński z Herminą Długokińską, nauczycielką pochodzącą z Uzdowa. Wspólnie z żoną działali w Związku Mazurów w Działdowie. Uczestniczył w zebraniu założycielskim Związku Mazurów (II) w Działdowie i został wybrany na członka komisji rewizyjnej.

### Działalność w czasie wojny
W okresie międzywojennym był śledzony przez niemiecki wywiad i na podstawie ustaleń wywiadowczych został uznany za „wroga Rzeszy” i wpisany do policyjnej księgi gończej. Po wybuchu wojny wysłano za nim list gończy w ramach hitlerowskiej operacji „Tannenberg”. W ramach tych działań szykanom poddano jego żonę i dzieci, a jego najbliższy podkomendny Stanisław Szambora, po zwolnieniu przez władze wojskowe Wehrmachtu ze stalagu w Bydgoszczy i po powrocie do miejsca zamieszkania, został natychmiast aresztowany. W celu wymuszenia na nim wskazania miejsca pobytu poszukiwanego poddany został serii przesłuchań w działdowskiej siedzibie Gestapo. List gończy odwołano dopiero wskutek potwierdzonych zeznań o jego śmierci.
Wojciech Olszewski był ppor. rezerwy Wojska Polskiego i od lipca 1939 dowodził 1 plutonem 2 kompanii I Mazurskiego Baonu Obrony Narodowej „Mazury” w Działdowie. We wrześniu 1939 dowodził wspólnie z plut. rezerwy Stanisławem Szamborą placówką bojową w rejonie Kisin, która zabezpieczała wycofanie się polskich oddziałów z tego rejonu. Poległ w walce z Niemcami w rejonie Nowy Dwór Mazowiecki – Zegrze. Został pochowany na Cmentarzu Ewangelickim w Uzdowie.

## Odznaczenia
Uchwałą Prezydium Krajowej Rady Narodowej z dnia 29 maja 1946 „za wybitne zasługi w pracy narodowej, społecznej i kulturalno-oświatowej na Warmii i Mazurach” został pośmiertnie odznaczony Orderem Krzyża Grunwaldu III klasy.

## Upamiętnienie
9 listopada 2018 w Szkole Podstawowej im. Adama Mickiewicza w Uzdowie uroczyście odsłonięto tablicę pamiątkową, poświęconą Wojciechowi Olszewskiemu, nauczycielowi szkoły powszechnej w Uzdowie w latach 1930–1933.